# Steven Hooker
Steven "Steve" Hooker (Melbourne, 1982. július 16. –) olimpiai és világbajnok ausztrál rúdugró. Egyéni legjobbja 6,06 méter mely a jelenlegi mezőnyből kimagasló eredmény, de kilenc centiméterrel elmarad Szerhij Bubka 6,15-ös, 1983-ban felállított világrekordjától.
A 2008-as pekingi olimpián aranyérmes lett, miután a szám döntőjében 5,96-ot ugrott, új olimpiai rekordot felállítva egyben.
A 2009-es berlini világbajnokságon arany-, a 2008-as fedett pályás világbajnokságon pedig bronzérmes lett. Egy további aranyérmet jegyez a Nemzetközösségi Játékokról.

## Egyéni legjobbjai
Szabadtéri
- 200 méter – 21,78
- Rúdugrás – 6,00

Fedett
- Rúdugrás – 6,06